# Bathybagrus sianenna
Bathybagrus sianenna es una especie de pez actinopeterigio de agua dulce, de la familia de los claroteidos.

## Biología
Con el cuerpo típico de los bagres y una longitud máxima descrita de 23 cm.
Es común en aguas del litoral y profundas, sobre fondos arenosos. Es omnívoro, alimentándose de peces pequeños (generalmente especies de Lamprologus), ostrácodos y larvas de libélulas.

## Distribución y hábitat
Se distribuye por ríos y lagos de África, conocido en el lago Tanganica, en las cuencas fluviales de los rios afluentes de este lago y en la cuenca baja del río Malagarasi. Son peces de agua dulce tropical, de hábitat de tipo demersal, que prefiere una profundidad entre los 25 m y los 75 m.